# Dopey Dicks
Dopey Dicks (br.: Miolos moles) é um filme de curta metragem estadunidense de 1950, dirigido por Edward Bernds. É o 122º de um total de 190 filmes da série com os Três Patetas produzida pela Columbia Pictures entre 1934 e 1959.

## Enredo
Os Três Patetas são zeladores que carregam mobílias e objetos para um escritório de detetives. Shemp começa a fantasiar em ser um detetive e se senta na cadeira do mesmo quando aparece pela porta uma assustada loira (Christine McIntyre) que lhe pede ajuda pois está sendo seguida. O trio sai da sala procurando pelo perseguidor enquanto a mulher começa a escrever um bilhete mas não o termina pois é capturada por uma figura misteriosa. Ao retornarem sem encontrar nada, os Patetas também não avistam a mulher. Seguindo a pista deixada no bilhete, eles se dirigem a uma casa escura na Mortuary Road, local onde um cientista louco (Philip Van Zandt) prepara um exército de homens-robôs. O experimento fracassa pois o autônomo anda sem direção e perde a cabeça ao se chocar contra objetos. O cientista conta ao seu mordomo sua ideia para corrigir a falha: colocar cabeças humanas nos robôs. Nesse momento, os Patetas chegam e o mordomo os convida para entrar. Moe é levado ao laboratório onde por pouco não perde a cabeça. Larry e Shemp procuram pela mulher e este a encontra amarrada. Ela lhe conta sobre o cientista ser um foragido do hospital para doentes mentais. Shemp vai até o telefone e tenta ligar para os médicos mas vê o robô sem cabeça e corre assustado. Larry foge dos bandidos e se esconde embaixo de uma mesa. Quando Shemp entra, Larry olha por um buraco da mesa e Shemp, ao vê-lo, pensa que a cabeça do amigo foi cortada. Ainda perseguidos pelo cientista e pelo mordomo, os Três Patetas e a mulher saem da casa e pedem carona a um carro que passava. Eles pensam que estão salvos até que percebem, horrorizados, que o motorista é o robô sem cabeça.

## Citações
- Shemp: "Essa é a minha chance de ser um detetive de verdade!  Aquela pobre criança está encrencada!"
- Moe: "Bem, Sherlock, como vai resolver esse caso?"
- Shemp: "Eu usarei meus miolos!"
- Moe: "Agora ela está realmente com problemas..."